# Траурный королевский тиранн
Траурный королевский тиранн (лат. Tyrannus melancholicus) — певчая птица из семейства тиранновые. Вид широко распространён почти во всей Южной и Центральной Америке и является самым многочисленным видом королевских тиранов. Численность популяции оценивается в 200 млн птиц.
Длина тела взрослых птиц 18—24 см, масса в среднем 35 граммов.
Верх головы и шея серые. От основания клюва до глаз проходит чёрная уздечка. Горло белое. Спина и крылья серо-зелёные. Брюхо ярко-жёлтое. Хвост слегка раздвоенный и коричневый.
Гнездовой ареал простирается от юга Аризоны и долины Рио-Гранде в Техасе через Центральную Америку до центрального региона Аргентины и запада Перу. Вид встречается также на Тринидаде и Тобаго. Гнездящиеся на крайнем севере и юге ареала птицы являются перелётными. Остальная часть ведёт оседлый образ жизни.
Средой обитания вида являются полуоткрытые ландшафты с отдельно стоящими деревьями и кустарниками. Встречается также в населённых пунктах, в садах и вдоль дорог.
Насекомоядные птицы, поджидают свою добычу, сидя высоко на насестах. Насекомых, как правило, ловят в воздухе. Тиранны агрессивно защищают свою территорию даже от птиц, намного крупнее их самих. 
Чашеобразное гнездо строят на деревьях. В кладке 2—3 яйца кремового цвета с красновато-коричневыми крапинками. Насиживает только самка. Молодые птицы покидают гнездо через 18—19 дней после вылупления.